# زرائب، قنا
زرائب (به عربی: الزرائب)، روستایی از توابع شهرستان ابو تشت در استان قنا و کشور مصر است.

## جمعیت
براساس سرشماری سال ۲۰۰۶ مصر، جمعیت آن ۶۳۶۸ نفر(۳۲۱۲ مرد و ۳۱۵۶ زن) بوده‌است.